# Daniel Prévost
Daniel Prévost (ur. 20 października 1939 w Garches we Francji) – francuski aktor i komik. Znany z występów w Le Petit Rapporteur we francuskiej telewizji.
Ojciec Daniela Prévosta był Kabylem.

## Wybrana filmografia
- Les petits ruisseaux (2010)
- Le petit Nicolas (2009)
- Pas sur la bouche (2003)
- Le Dîner de cons (1998)
- L'Œil qui ment (1993)
- Uranus (1990)
- La fête des mères (1969)